# 정기원
정기원(鄭基元, 1899년 3월 16일 ~ 1986년 6월 17일)은 대한민국의 정치인이다. 제2·3대 국회의원을 지냈다. 본관은 해주이고, 출신지는 황해도 은율군이다.
평양 숭실전문학교와 미국 샌프란시스코 주립대학 신학과를 졸업하고, 미국 프린스턴 대학교에서 철학박사 학위를 받고 같은 대학교에서 교수를 역임하였다. 미국 정부전시전략정보국 아세아정보부장과 사단법인 대한군인유족회 회장, 동아대학 학장, 신문학원 원장, 자유당 경남도당부위원장을 역임하였다.
제2대 국회의원 선거에서 부산시 정 선거구에 무소속으로 출마했으며 23.78%의 득표율을 기록하면서 당선되었다.

## 역대 선거 결과
|  | 23.78% |

|  | 2.3% |

|  | 36.21% |

|  | 19.14% |